# Mūšia
Die Mūšia ist ein Fluss im Rajon Ukmergė, ein rechter Nebenfluss der Šventoji. Von der Quelle bis zum See Kurėnai heißt sie Ūsloginė. Die Mūšia entspringt unweit von Baleliai, 11 Kilometer südöstlich von Raguva und fließt nach Südosten entlang der Landstraße Ukmergė–Panevėžys über Taujėnai.